# Sobiranistes
Sobiranistes (en français Souverainistes) est le nom d'un parti politique de Catalogne qui se présente aux élections générales de 2019 dans la coalition Gauche républicaine de Catalogne-Sobiranistes. Il était d'abord un courant créé en 2018 de Catalogne en commun avant de prendre son autonomie.

## Histoire
"Sobiranistes" est d'abord une plate-forme de nature politique dirigée par les députés du groupe du Parlement de Catalogne Catalunya en Comú-Podem Elisenda Alamany et Joan Josep Nuet. Sous la devise "Nous sommes communs, nous sommes souverainistes", elle est dévoilée publiquement le 23 octobre 2018.
L'objectif de la plate-forme était de redresser le cours de ce qui, selon eux, était la dérive des "communs" en étant très critiques à l'égard du rôle joué par Initiative pour la Catalogne Verts dans la coalition Catalunya en Comú-Podem. En particulier, ils les accusaient d'avoir mis de côté le souverainisme. Dans la présentation, Joan Josep Nuet a accusé l'entourage d’Ada Colau de démanteler l’équipe de Xavier Domènech alors chef de file de la coalition.
La direction de Catalogne en commun a critiqué dans une lettre le peu de transparence d'Elisenda Alamany, alors députée au Parlement, et plusieurs membres du parti, tels que Gala Pin ou Jaume Asens, ont critiqué le fait que les mécanismes mis en place pour la formation n'étaient pas suivis.
Le 21 février 2019, la plate-forme s'est enregistré en tant que parti politique. Le 11 mars 2019, est également créé le parti politique Nova qui s'émancipe de l'histoire avec Catalogne en commun.
"Sobiranistes" se présente aux élections générales espagnoles d'avril 2019 par le biais de la coalition Gauche républicaine de Catalogne-Sobiranistes. Joan Josep Nuet est notamment le numéro 4 de la liste dans la circonscription de Barcelone. Aussi, Elisenda Alamany devient la numéro 2 de la liste conduite par Ernest Maragall pour les élections municipales de 2019 à Barcelone.